# Sjundeå stenhuggeri
Sjundeå stenhuggeri k.b. (finska: Siuntion kivenhakkaamo) är ett finländskt familjeföretag, grundat år 1939. Företaget är sedan grundandet beläget vid Länsmansbacken i byn Västerby norr om Sjundeå kyrkby i Sjundeå kommun. Sjundeå stenhuggeri har specialiserat sig på tillverkandet av gravstenar. Förutom gravstenar tillverkar företaget även andra stenprodukter såsom skulpturer och stenurtavlor, som levererats till bland annat Filippinernas presidentpalats. Stenhuggeriet utför arbeten huvudsakligen i västra Nyland (Hangö till Esbo), där företaget har en konkurrensfördel eftersom det är enda lokala aktören, och betjänar på svenska.
Företaget grundades då ett större stenhuggeri i Lojo sänkte lönerna, och yrkeskunniga lämnade sina anställningar för att bli egenföretagare; det sköts i dag (2022) av den tredje generationen av familjen Nylund.